# Michael Schmieder (Politiker)
Michael Schmieder (* 4. Januar 1977 in Waldkirch) ist ein deutscher parteiloser Politiker. Er ist seit 2023 Oberbürgermeister von Waldkirch.

## Leben
Schmieder wuchs im Waldkircher Stadtteil Siensbach auf, wo er auch heute lebt. Bis zur Wahl zum Oberbürgermeister war er als Finanzberater tätig.
Schmieder ist verheiratet und hat zwei Kinder.

## Politik
Schmieder engagiert sich seit 2004 in der Waldkircher Kommunalpolitik. Bis zu seiner Wahl zum Oberbürgermeister war er Ortschaftsrat und Ortsvorsteher in Waldkirch-Siensbach. Zudem war er für die Freien Wähler Mitglied des Gemeinderats von Waldkirch.
Schmieder setzte sich bei der Oberbürgermeisterwahl in Waldkirch am 12. März 2023 mit 56,6 Prozent der Stimmen gegen Amtsinhaber Roman Götzmann (SPD) durch, der 43,1 Prozent der Stimmen erhielt. Er trat das Amt am 12. Juni 2023 an.